# Dimmi cos'è
Dimmi cos'è è un singolo del cantante italiano Nek, il quarto estratto dal quarto album in studio Lei, gli amici e tutto il resto e pubblicato nel 1997.

## Tracce
1. Dimmi cos'è – 3:42
2. Vivere senza te – 3:52

## Classifiche
| Classifica (1998) | Posizione massima |
| ----------------- | ----------------- |
| Belgio (Fiandre)  | 65                |
| Belgio (Vallonia) | 32                |